# Initial D
Initial D (jap. 頭文字Ｄ イニシャルＤ; Inisharu Dī) – manga autorstwa Shūichiego Shigeno, publikowana na łamach magazynu „Shūkan Young Magazine” wydawnictwa Kōdansha od 26 czerwca 1995 do 29 lipca 2013.
W oparciu o mangę powstała adaptacja anime, która doczekała się 5 sezonów, 4 odcinków OVA i 4 filmów pełnometrażowych, a także 5 gier komputerowych oraz 10 gier arkadowych z serii Initial D: Arcade Stage. Powstał też chińsko-hongkoński film live-action Tau man ji D w reżyserii Alana Maka i Andrew Laua.
W Polsce prawa do dystrybucji mangi nabyło wydawnictwo Japonica Polonica Fantastica, natomiast premiera odbyła się pod koniec 2022 roku.

## Fabuła
Główny bohater, Takumi Fujiwara, pracuje na stacji benzynowej ze swoim najlepszym przyjacielem Itsukim, który jest żywo zainteresowany udziałem w wyścigach ulicznych. Najbliższy zespół, do którego pragnie dołączyć, to Akina Speedstars, którego lider również pracuje na tej samej stacji. W tajemnicy przed swoimi kolegami, Takumi pomaga swojemu ojcu Buncie, dostarczając każdego poranka do jego sklepu tofu. W ciągu ponad 5 lat buduje przy tym imponujące umiejętności prowadzenia rodzinnego samochodu, starzejącej się Toyoty Sprinter Trueno (AE86).
Wkrótce po rozpoczęciu fabuły, Red Suns, amatorski zespół wyścigowy z góry Akagi prowadzony przez Ryōsuke Takahashiego, rzuca wyzwanie lokalnej drużynie Speedstars na górze Akina. Zniechęcony po obserwowaniu popisowych wyczynów Red Suns podczas jazdy treningowej, Speedstars spodziewają się porażki. Jednakże tego samego wieczoru, drugi kierowca Red Suns, Keisuke Takahashi, w drodze do domu po ostatnim treningu, zostaje pokonany przez tajemniczą Toyotę AE86, pomimo prowadzenia znacznie mocniejszej Mazdy RX-7 (FD3S). Dochodzenie w sprawie tożsamości kierowcy prowadzi do Bunty Fujiwary, ojca Takumiego. Próbując zrobić wszystko, co w jego mocy dla drużyny z góry Akina, ich lider zespołu doznaje katastrofy i niszczy swój samochód, jednocześnie doznając ran, w konsekwencji czego nie może reprezentować swojej drużyny w wyścigach. Drużyna Speedstars błaga Buntę, by pomógł pokonać Red Suns. Bunta początkowo odmawia, rezygnując z prawdopodobnego pojawienia się na wyścigu. W tym samym czasie Takumi pyta Buntę, czy może pożyczyć samochód na jeden dzień na wycieczkę na plażę z potencjalną dziewczyną (Natsuki Mogi). Bunta udziela pozwolenia pod warunkiem, że Takumi pokona Keisuke.
W nocy wyścigu Trueno nie pojawia się, a drużyna Speedstars rejestruje zapasowego kierowcę do pierwszego wyścigu. W ostatniej chwili przed startem pojawia się AE86. Takumi wysiada z samochodu wprawiając w zaskoczenie resztę drużyny, która spodziewała się Bunty. Łatwo pokonuje Keisuke, wykorzystując niebezpieczny „bieg rynny” (umieszczając obie prawe i lewe opony w rynnach, aby zapobiec wyrzutowi samochodu przez siłę odśrodkową) na zakrętach dróg górskich.
Żenująca porażka Red Suns ustanawia fabułę na resztę serii: kierowcy z sąsiednich prefektur przyjeżdżają, by rzucić wyzwanie Takumiemu i legendarnej Toyocie Sprinter Trueno i tym samym udowodnić, że są lepszymi zawodnikami. Ostatecznie, bieg fabuły porzuca górę Akina, gdy Takumi zaczyna nudzić się wyścigami wyłącznie na tej drodze. Dołącza do eksperymentalnego zespołu wyścigowego Project.D, utworzonego przez rozwiązane Red Suns i prowokuje trudniejszych przeciwników na ich lokalnych drogach w dążeniu do spełnienia jego marzenia, by zostać najlepszym i najszybszym kierowcą prefektury Gunma.

## Publikacja serii
Pierwszy rozdział mangi został opublikowany 26 czerwca 1995 w magazynie „Shūkan Young Magazine”, zaś pierwszy tankōbon trafił do sprzedaży 2 listopada tego samego roku. W latach 1995–2013 wydano 48 tomów mangi.

### Dystrybucja mangi poza Japonią
Manga doczekała się dystrybucji w takich jak USA, na Tajwanie oraz we Francji.
Dystrybucją mangi na Tajwanie zajęło się Sharp Point Press, które wydało wszystkie 48 tomów od 31 maja 1998 do 16 stycznia 2014. Za dystrybucję we Francji odpowiada wydawnictwo Asuka, które wydaje od 26 marca 2009. Według stanu na 4 marca 2020, we Francji wydano do tej pory 40 tomów mangi.
W 2002 roku amerykańskie wydawnictwo Tokyopop nabyło prawa do dystrybucji mangi w Stanach Zjednoczonych, natomiast pierwszy tom trafił do sprzedaży 21 maja tego samego roku. Ostatni tom (33) ukazał się 13 stycznia 2009. Na 7 kwietnia 2009 zaplanowano wydanie 34. tomu mangi w USA, lecz do premiery nie doszło z uwagi na to, że w sierpniu tego samego roku wydawnictwo Tokyopop poinformowału o wygaśnięciu licencji, co oznaczało, że seria nie była już dłużej wydawana w Stanach Zjednoczonych. W 2019 roku nakładem wydawnictw ComiXology oraz Kōdansha Comics ukazała się nowa, poprawiona wersja amerykańskiego wydania mangi. Pierwsze 39 tomów zostały wydane 17 kwietnia, natomiast pozostałe 9 (tomy 40–48) – 17 lipca.

### Wydanie polskie
22 lipca 2022 wydawnictwo Japonica Polonica Fantastica podało do wiadomości, że nabyło prawa do dystrybucji mangi w Polsce, natomiast premiera odbędzie się pod koniec 2022 roku. Ponadto ogłoszono, że manga zostanie wydana w formacie powiększonym i zebrana w 24 tomach.

### Spis tomów
| Nr | Data wydania (język japoński) | ISBN (język japoński)  |
| -- | ----------------------------- | ---------------------- |
| 1  | 2 listopada 1995              | ISBN 978-4-06-323567-8 |
| 2  | 3 lutego 1996                 | ISBN 978-4-06-323583-8 |
| 3  | 2 maja 1996                   | ISBN 978-4-06-323598-2 |
| 4  | 3 sierpnia 1996               | ISBN 978-4-06-336613-6 |
| 5  | 4 grudnia 1996                | ISBN 978-4-06-336637-2 |
| 6  | 4 lutego 1997                 | ISBN 978-4-06-336650-1 |
| 7  | 4 czerwca 1997                | ISBN 978-4-06-336670-9 |
| 8  | 3 września 1997               | ISBN 978-4-06-336686-0 |
| 9  | 3 grudnia 1997                | ISBN 978-4-06-336706-5 |
| 10 | 4 lutego 1998                 | ISBN 978-4-06-336718-8 |
| 11 | 30 kwietnia 1998              | ISBN 978-4-06-336736-2 |
| 12 | 4 sierpnia 1998               | ISBN 978-4-06-336751-5 |
| 13 | 4 listopada 1998              | ISBN 978-4-06-336765-2 |
| 14 | 3 marca 1999                  | ISBN 978-4-06-336786-7 |
| 15 | 1 maja 1999                   | ISBN 978-4-06-336799-7 |
| 16 | 4 sierpnia 1999               | ISBN 978-4-06-336818-5 |
| 17 | 17 grudnia 1999               | ISBN 978-4-06-336840-6 |
| 18 | 4 kwietnia 2000               | ISBN 978-4-06-336860-4 |
| 19 | 2 sierpnia 2000               | ISBN 978-4-06-336887-1 |
| 20 | 22 grudnia 2000               | ISBN 978-4-06-336919-9 |
| 21 | 25 kwietnia 2001              | ISBN 978-4-06-336948-9 |
| 22 | 3 września 2001               | ISBN 978-4-06-336969-4 |
| 23 | 26 grudnia 2001               | ISBN 978-4-06-361012-3 |
| 24 | 3 czerwca 2002                | ISBN 978-4-06-361043-7 |
| 25 | 31 października 2002          | ISBN 978-4-06-361073-4 |
| 26 | 3 marca 2003                  | ISBN 978-4-06-361118-2 |
| 27 | 4 września 2003               | ISBN 978-4-06-361145-8 |
| 28 | 4 marca 2004                  | ISBN 978-4-06-361209-7 |
| 29 | 5 sierpnia 2004               | ISBN 978-4-06-361253-0 |
| 30 | 27 listopada 2004             | ISBN 978-4-06-361283-7 |
| 31 | 4 czerwca 2005                | ISBN 978-4-06-361327-8 |
| 32 | 20 listopada 2005             | ISBN 978-4-06-361381-0 |
| 33 | 4 sierpnia 2006               | ISBN 978-4-06-361462-6 |
| 34 | 27 listopada 2006             | ISBN 978-4-06-361488-6 |
| 35 | 2 maja 2007                   | ISBN 978-4-06-361552-4 |
| 36 | 5 października 2007           | ISBN 978-4-06-361598-2 |
| 37 | 28 kwietnia 2008              | ISBN 978-4-06-361664-4 |
| 38 | 26 grudnia 2008               | ISBN 978-4-06-361723-8 |
| 39 | 6 lipca 2009                  | ISBN 978-4-06-361822-8 |
| 40 | 26 grudnia 2009               | ISBN 978-4-06-361854-9 |
| 41 | 6 sierpnia 2010               | ISBN 978-4-06-361918-8 |
| 42 | 6 stycznia 2011               | ISBN 978-4-06-361980-5 |
| 43 | 6 lipca 2011                  | ISBN 978-4-06-382048-5 |
| 44 | 6 stycznia 2012               | ISBN 978-4-06-382123-9 |
| 45 | 6 czerwca 2012                | ISBN 978-4-06-382181-9 |
| 46 | 4 stycznia 2013               | ISBN 978-4-06-382256-4 |
| 47 | 6 sierpnia 2013               | ISBN 978-4-06-382344-8 |
| 48 | 6 listopada 2013              | ISBN 978-4-06-382377-6 |

## Adaptacje

### Anime
W 1998 roku Initial D doczekało się adaptacji anime wyprodukowanej przez OB Planning i Prime Direction. Pierwszy odcinek miał premierę na antenie Fuji TV 18 kwietnia 1998. Pierwsza seria liczyła 26 odcinków, natomiast ostatni został wyemitowany 5 grudnia tego samego roku.
Druga seria, nazwana Second Stage, emitowana była od 14 października 1999 do 20 stycznia 2000, z tygodniową przerwą w okresie Nowego Roku. Następnie rok później został wydany odcinek OVA, zawierający dokumentacje wszystkich bitew z trzech poprzednich etapów, a bitwy z pierwszego zostały ponownie wyemitowane.
22 lutego 2000 roku został wydany odcinek OVA o nazwie Initial D: Extra Stage, który był spin-offem oryginalnej serii. Fabuła skupiła się na kobiecej ekipie Impact Blue z Usui Pass i ich punkcie widzenia na ostatnie wydarzenia z Second Stage. Później Extra Stage doczekało się drugiej odsłony (wydanej 3 października 2008), która przyglądała się relacjom między Mako Sato z Impact Blue i Iketani ze Speedstars, stanowiąc kontynuację oryginalnej opowieści w mandze.
13 stycznia 2001 premierę miał film fabularny Initial D: Third Stage, który ukazał historię między Second Stage a Fourth Stage. Dochód z dystrybucji wyniósł 520 milionów jenów.
W 2004 roku czwarty sezon nazwany Initial D: Fourth Stage został wyemitowany na antenie SkyPerfecTV z częstotliwością 2 odcinków co każde 2 miesiące. Sezon liczył 24 odcinki.
W latach 2012–2013 został wyemitowany piąty, 14–odcinkowy sezon anime pod nazwą Initial D: Fifth Stage, zaś w 2014 roku wyemitowano ostatni, 4–odcinkowy sezon adaptacji anime o nazwie Initial D: Final Stage.

#### Muzyka
W adaptacji anime (szczególnie podczas wyścigów) dominowała muzyka głównie z gatunku eurobeat. Zarówno w openingach, jak i w endingach pojawiały się utwory głównie zespołu m.o.v.e. Ponadto w Third Stage w endingu pierwszego odcinka wykorzystano utwór zespołu Every Little Thing, zaś w drugim – Dave Rodgers, a także w Fifth Stage w endingu odcinków 1–6 muzykę wykonywał zespół Clutcho.
| Seria   | Odcinki | Tytuł                                                             | Wykonawca                  | Źródło  |
| Opening | Opening | Opening                                                           | Opening                    | Opening |
| ------- | ------- | ----------------------------------------------------------------- | -------------------------- | ------- |
| 1.      | 1–19    | around the world                                                  | m.o.v.e                    | [ 78 ]  |
| 1.      | 20–26   | BREAK IN2 THE NITE                                                | m.o.v.e                    | [ 79 ]  |
| 2.      | 2.      | Blazin’ Beat                                                      | m.o.v.e                    | [ 80 ]  |
| OVA 1   | OVA 1   | Get It All Right                                                  | Chilu                      | [ 81 ]  |
| 3.      | 3.      | Gamble Rumble                                                     | m.o.v.e                    | [ 82 ]  |
| OVA 2   | OVA 2   | Supersonic Fire                                                   | Atrium                     |         |
| 4.      | 1–10    | DOGFIGHT                                                          | m.o.v.e                    | [ 83 ]  |
| 4.      | 11–24   | Noizy Tribe                                                       | m.o.v.e                    | [ 84 ]  |
| OVA 3   | OVA 3   | brak                                                              | brak                       | brak    |
| OVA 4   | OVA 4   | Sōkyū no Fight (jap. 蒼穹のFlight)                                | m.o.v.e                    |         |
| 5.      | 5.      | Raise Up                                                          | m.o.v.e                    | [ 85 ]  |
| 6.      | 6.      | Outsoar the Rainbow                                               | m.o.v.e                    | [ 86 ]  |
| Ending  |         |                                                                   |                            |         |
| 1.      | 1–13    | Rage your dream                                                   | m.o.v.e                    | [ 87 ]  |
| 1.      | 14–26   | Kiseki no hana (jap. 奇蹟の薔薇)                                  | m.o.v.e                    | Galla\| |
| 2.      | 2.      | Kimi ga iru (jap. キミがいる)                                     | [ 89 ]                     |         |
| OVA 1   | OVA 1   | Next                                                              | Michiko Neya i Yumi Kakazu |         |
| 3.      | 3.      | JIRENMA                                                           | Every Little Thing         | [ 90 ]  |
| OVA 2   | OVA 2   | Don’t You Wanna Be Free                                           | Wain L                     |         |
| 4.      | 1–10    | Blast My Desire                                                   | m.o.v.e                    | [ 91 ]  |
| 4.      | 11–24   | Nobody reason ~Noah no hakobune (jap. Nobody reason ～ノアの方舟) | m.o.v.e                    | [ 92 ]  |
| OVA 3   | OVA 3   | brak                                                              | brak                       | brak    |
| OVA 4   | OVA 4   | Key Ring                                                          | m.o.v.e                    |         |
| 5.      | 1–6     | Flyleaf                                                           | Clutcho                    | [ 93 ]  |
| 5.      | 7–14    | Yūshūsōka (jap. 夕愁想花)                                         | m.o.v.e                    | [ 94 ]  |
| 6.      | 1–3     | Gamble Rumble                                                     | m.o.v.e                    | [ 95 ]  |
| 6.      | 4       | Rage your dream                                                   | m.o.v.e                    | [ 96 ]  |

### Filmy

#### Live action
23 czerwca 2005 premierę miał film live action w reżyserii Alana Maka i Andrew Laua. Główne role zagrali: Jay Chou (Takumi Fujiwara), Edison Chen (Ryōsuke Takahashi), Shawn Yue (Takeshi Nakazato), Anthony Wong (Bunta Fujiwara), Kazuyuki Tsumura (Mr. X), Kenny Bee (Yūichi Tachibana), Jordan Chan (Kyōichi Sudō) oraz Chapman To (Itsuki Tachibana). Za produkcję wykonawczą filmu odpowiedzialne były firmy: Media Asia Films, Sil-Metropole i Basic Pictures, zaś za dystrybucję – Media Asia Distribution.

#### Filmy pełnometrażowe
W lipcu 2013 została ogłoszona seria filmów pełnometrażowych zatytułowana Shin Gekijō-ban Initial D: Legend, która była powtórzeniem wydarzeń ujętych w mandze. Seria została podzielona na 3 części, które wyświetlane były w japońskich kinach kolejno w 2014, 2015 i 2016 roku.

### Gry komputerowe
Seria Initial D doczekała się 7 gier komputerowych (4 wydanych na konsole PlayStation, jedną na Game Boya, jedną na Segę Saturn i jedną na PC), a także 10 gier na automaty z serii Initial D: Arcade Stage. Pierwsza gra została wydana na konsolę Game Boy 6 marca 1998, stworzona przez Kōdanshę, która jeszcze w tym samym roku (25 czerwca 1998) wydała grę na konsolę Sega Saturn, a następnie na PlayStation 7 stycznia 1999.
Następna gra, Initial D: Takahashi Ryōsuke no Typing saisoku riron (jap. 頭文字D 高橋涼介のタイピング最速理論) została wydana 4 października 2001, która została stworzona przez SunSoft i była to gra typu typing tutor. 26 czerwca 2003 na PlayStation 2 została wydana gra Initial D: Special Stage, tym razem wyprodukowana przez Segę, która potem wydała kolejne gry, czyli Initial D: Street Stage na PlayStation Portable (23 lutego 2006) oraz Initial D: Extreme Stage na PlayStation 3 (3 lipca 2008).
24 lutego 2004 w Ameryce Północnej została wydana gra Initial D: Mountain Vengeance, która została stworzona przez Tokyopop (amerykańskie wydawnictwo, które wydawało mangę Initial D w USA) i wydana przez ValuSoft. Była to jedyna gra komputerowa z serii Initial D, która wydana została na komputery osobiste i zarazem poza Japonią.

## Odbiór

### Sprzedaż
W latach 1995–2013 manga sprzedała się w nakładzie 48 600 000 egzemplarzy. Przy średniej cenie 691 jenów, manga przyniosła około 33,2 miliarda jenów przychodów ze sprzedaży wszystkich wydanych tomów. Ponadto całkowity obieg rozdziałów ukazanych na łamach magazynu „Shūkan Young Magazine” wydawanych od 6 listopada 1995 do 29 lipca 2013 wyniósł około 1 037 447 413 egzemplarzy, przy czym przychody ze sprzedaży wyniosły około 228 994 579 120 jenów.
Według stanu na 2008 rok, adaptacja anime Initial D sprzedała się w Japonii w nakładzie ponad miliona egzemplarzy DVD. Przy średniej cenie 5184 jenów, sprzedaż przyniosła przychody na poziomie około 5,2 miliarda jenów. Initial D: Fifth Stage sprzedało się w nakładzie 157 598 egzemplarzy, przynosząc 408 300 000 jenów przychodu. W Japonii film live action sprzedał się w nakładzie 250 000 egzemplarzy DVD, przynosząc łącznie około 998 milionów jenów przychodu. Łącznie w Japonii sprzedano około 1,41 miliona egzemplarzy, przynosząc około 6 610 000 jenów przychodu.

### Przychody box office filmów pełnometrażowych
Pełnometrażowy film Initial D Third Stage zarobił 520 000 000 jenów. Trylogia Shin Gekijō-ban Initial D: Legend przyniosła przychód 2 660 288 dolarów, zaś film live action z 2005 roku – 10 793 051 dolarów na całym świecie. Łącznie filmy z serii Initial D zarobiły około 20,02 mln dolarów na całym świecie.

### Krytyka
Seria Initial D otrzymała liczne pochwały ze strony recenzentów oraz krytyków. Anime Review oceniło na „A”, a recenzent nazwał ją „po prostu najlepszym show, jaki widział od dłuższego czasu”. Bamboo Dong z Anime News Network ocenił adaptację, wystawiając ocenę B-, stwierdzając, że „to pierwszy raz od dłuższego czasu odkąd był tak rozpalony o serii, więc wszystkim polecił to sprawdzić”.
Fani Initial D w Stanach Zjednoczonych zareagowali negatywnie na ich obszerne wydanie i dokonane zmiany w mandze, przede wszystkim błędy w tłumaczeniu. Jednym z przykładów był techniczny termin „wastegate” (mechanizm służący do regulacji ciśnienia doładowania generowanego przez turbosprężarkę), który został przetłumaczony jako „West Gate”. Innym było niedokładne wyjaśnienie, w jaki sposób obliczane jest przemieszczenie silnika (podane wyjaśnienie dotyczy sposobu obliczania przemieszczenia statku, co jest zupełnie inne), a także wyjaśnień dotyczących konstrukcji i funkcji samochodów oraz nieprawidłowe arkusze specyfikacji różnych samochodów. Podobne reakcje poczyniono w odniesieniu do scenariusza i aktorów głosowych ich angielskiego dubbingu oraz usunięcia oryginalnej muzyki z serii anime. Tokyopop stwierdziło, że spróbuje amerykanizować serię tak, aby mogła zostać emitowana w telewizji, a jednocześnie zachować japoński duch serii.
Według przedstawicieli Funimation, odświeżone wydanie anime „zrobiło się dobrze”. Recenzenci zauważyli wyraźną poprawę w porównaniu z wersją dystrybuowaną przez wydawnictwo Tokyopop, przy czym większość skarg przeciwstawiała się brakowi anamorficznego szerokiego ekranu na DVD.